# Otto von Grünrade

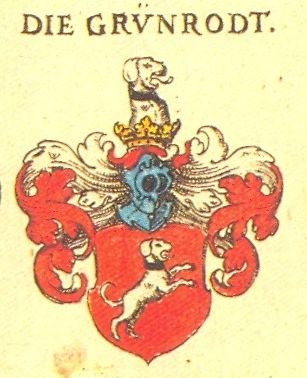
Wappen der Familie Grünrodt aus Siebmachers Wappenbuch von 1605

Otto von Grünrade (Grünrodt) (* 10. September 1545 in Delitzsch; † 14. bzw. 24. April 1613 in Heidelberg) war ein evangelisch-reformierter Kirchenpolitiker.
Der Sohn von Wolff Grünrodt und seiner Gattin Agnes, geb. von Rauchhaupt, studierte Theologie und Philosophie in Leipzig und Wittenberg. 1575 bis 1583 war er Hofmeister und Rat Graf Johanns VI. von Nassau-Dillenburg. Von Grünrade förderte maßgeblich die Einführung des reformierten Bekenntnisses in den Grafschaften Nassau-Dillenburg und Solms-Braunfels, ferner ab 1584 in der Kurpfalz, Präsident des kurpfälzischen Kirchenrates in Heidelberg, 1596 in der Oberpfalz und 1609 in der Grafschaft Hanau-Münzenberg. Von Grünrade war einer „der führenden reformierten Kirchenpolitiker seiner Zeit“. Er blieb ledig. 
Otto von Grünrade starb 1613 im Alter von 67 Jahren. Im Chor der Peterskirche Heidelberg befindet sich ein ihm gewidmetes Epitaph.